# 仁濟醫院王華湘中學
仁濟醫院王華湘中學（英語：Yan Chai Hospital Wong Wha San Secondary School）為香港西貢區的一所津貼中學，於1999年創立。

## 歷史
此校於1998年由仁濟醫院向政府申辦，並獲分配現址校舍，為該慈善團體創立的第六所中學。至翌年7月31日，此校連同毗鄰另外四間學校接收校舍，隨後於9月開課。
在創校初期，此校曾暫名為仁濟醫院第六中學。由於籌建期間得到工業家王華湘贊助，「第六中學」遂於創立後不久改為現名。
而在2000年，由於此校尚未開齊所有級別。因此，政府曾安排自港島遷入將軍澳、原為女校的寶覺中學，在此校借用課室招收首屆男、女混合中一級，直至該校永久校舍於2001年初完工為止。

## 校舍
此校為一所1995年版中學靈活式校舍，佔地6,837平方米，設有26間課室及各種特別室。校舍連同鄰近另外四間學校，均由香港寶嘉建築承建，於1997年10月動工，1999年6月竣工，並於同年7月31日一併交付。
值得一提的是，此等校舍為全港首批應用預製組件與塔式起重機興建的標準校舍。

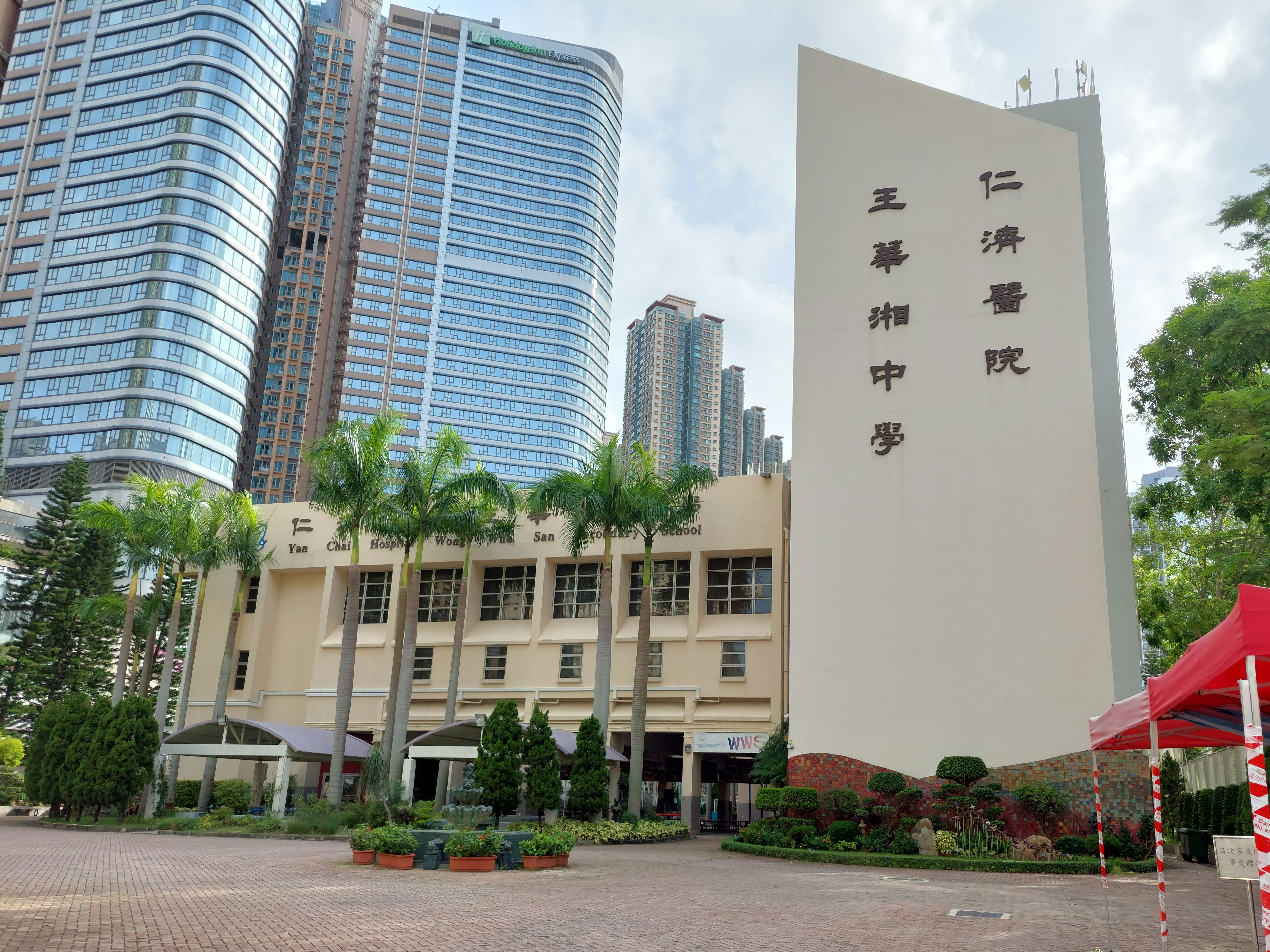
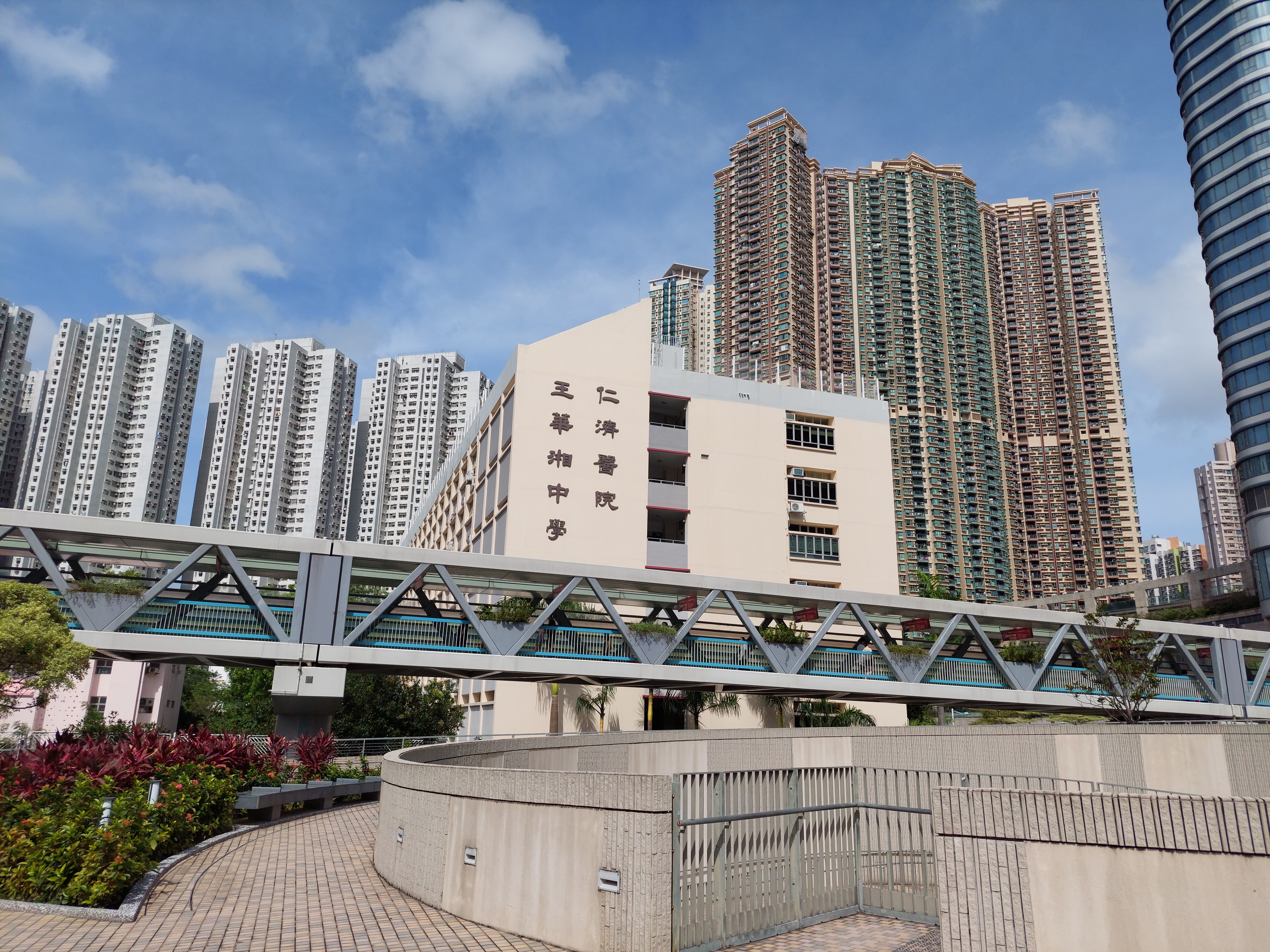
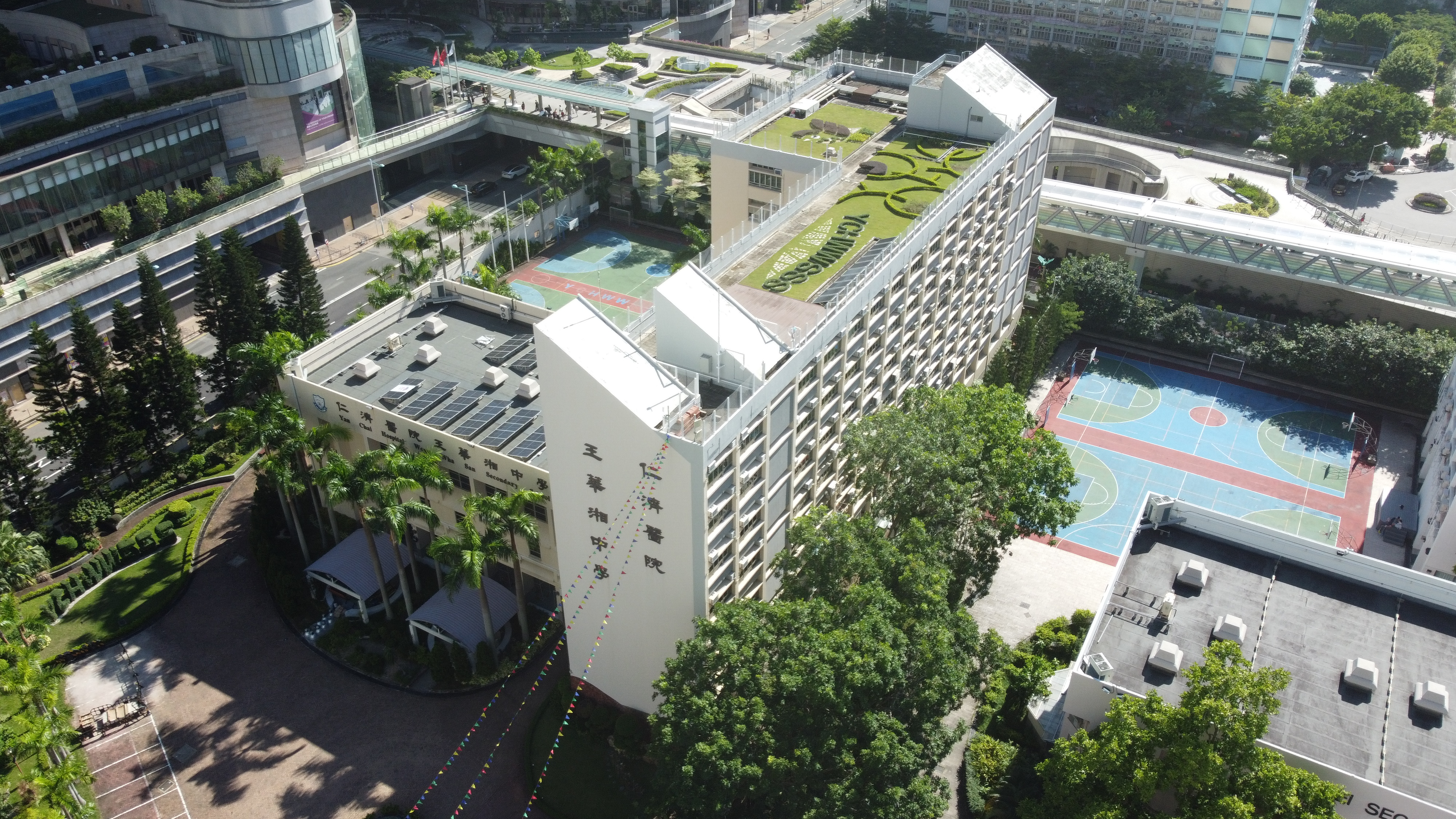

## 歷任管治人員

### 校監
- 王忠秣先生（1999年-2023年，為王華湘家族代表）
- 王賢訊先生（現任校監）

### 校長
- 區月晶女士（1999年–2009年，創校校長）
- 羅君雄先生（2009年–2012年）
- 邱少雄先生（2012年–2024年）
- 文嘉燕女士（現任校長）

## 事件
- 2011年4月，此校一名校務處職員涉嫌虧空10萬元公款。及後，校方成功追回款項並報警處理，而肇事職員亦被即時解僱[9]。

## 知名校友
- 張如城：香港歌星[10]
- 林凱恩：香港女藝人[11][12]

## 註解
1. ↑  2021/22年度[1]
2. ↑  2021/22年度[2]
3. ↑  分別為基督教宣道會宣基中學、博愛醫院八十週年鄧英喜中學、將軍澳天主教小學及保良局黃永樹小學。

## 外部連結
- 仁濟醫院王華湘中學官方網頁 （页面存档备份，存于）

22°18′34″N 114°15′35″E / 22.30940°N 114.25976°E